# Безпека як послуга
Безпека як послуга (Secuity as a service — SECaaS) — це бізнес модель, згідно якої інтернет-провайдер інтегрує сервіси кібербезпеки у власну інфраструктуру та дозволяє їх замовляти за додаткову плату абонентам у вигляді послуги чи підписки. Підприємства, замовляючи SECaaS, зменшують витрати на кібербезпеку, оскільки зменшують кількість необхідного мережевого обладнання та необхідність у висококваліфікованому персоналі, для його обслуговування. Найпоширеніші опції SECaaS, які пропонують інтернет-провайдери: захист від DDOS, аутентифікація, антивірусний, анти-шпигунський, спам захист, виявлення мережевих вторгнень, тестування на виявлення вразливостей, управління інцидентами.
SECaaS дозволяє фахівцям з кібербезпеки ефективно керувати витратами підприємства та за потребою замовляти додаткові послуги із захисту не втрачаючи час на закупівлю, розгортання та навчання персоналу. Також це дає змогу розбудовувати глибоко ешелонований захист від атак із ззовні, оскільки перевірка та фільтрація трафіку відбувається ще до того як він досягнув активне обладнання мережі призначення.

## Функції, які може виконувати SECaaS[2]
1. Мережева безпека — складається з кібербезпекових сервісів, які розподіляють мережевий доступ, відслідковують та захищають мережеві ресурси.
2. Сканування вразливостей — сканує цільову інфраструктуру або систему на предмет виявлення вразливостей з публічної мережі.
3. Безпека Web — надає захист в режимі реального часу для Web-сервісів, які спрямовані до публічної мережі, через проксі-сервера операторів хмарних обчислень.
4. Безпека Email — забезпечує фільтрацію вхідної та вихідної електронної пошти, захищаючи організації від фішингу, шкідливих додатків, спаму.
5. Ідентифікація та авторизація — забезпечує веденням бази користувачів та управління доступом їх до мережевих ресурсів.
6. Шифрування — процес перетворення відкритих даних у нечитаємий вигляд, використовуючи криптографічні шифри, з боку джерела та зворотного перетворення з боку отримувача.
7. Виявлення мережевих вторгнень — процес порівняння зразкового функціювання мережі з метою виявлення небажаних подій, запобігання спробам вторгнень.
8. Попередження втрати даних — процес відслідковування, захисту та перевірки безпеки даних, які знаходяться на зберіганні, що пересилаються та що використовуються.
9. Безперервність роботи та відмовостійкість — впровадження заходів спрямованих на забезпечення безперебійного функціювання в умовах відмови будь-якої із послуг.
10. Постійний моніторинг — процес своєчасного виявлення нових вразливостей, що дозволяє визначити актуальний стан безпеки організації. Оцінка безпеки — проведення третім лицем аудиту безпекових сервісів у відповідності до промислових стандартів.[3]

## SECaaS в Україні
- Датагруп пропонує пакети додаткових послуг по шифруванню передачі даних «VPN to Azure»..
- Укртелеком дозволяє отримати послугу «Захист від DDoS атак» [Архівовано 10 квітня 2018 у Wayback Machine.].
- Wolfson пропонує антивірусний захист, вебфільтрацію, захист від DDoS атак, шифрування каналів  [Архівовано 10 квітня 2018 у Wayback Machine.].